# Jukka Heinikainen
Jukka Heinikainen (Kuusankoski, 22 juli 1972) is een voormalig Fins wielrenner.

## Belangrijkste overwinningen
2001
- Fins kampioen Tijdrijden, Elite

2002
- Fins kampioen Tijdrijden, Elite
- Fins kampioen op de weg, Elite